# Now That's What I Call Music! 22 (série dos Estados Unidos)
Now That's What I Call Music! 22 é um álbum de coletânea sa série Now That's What I Call Music!, lançado em 2006.